# Szegfű (keresztnév)
A Szegfű újabb keletű névalkotás a szegfű virág nevéből.

## Gyakorisága
Az 1990-es években szórványos név, a 2000-es években nem szerepel a 100 leggyakoribb női név között.

## Névnapok
- július 17.[2]